# Yves Gominon
Yves Gominon, né le 5 juillet 1933 à Clermont-Ferrand et mort le 28 mars 2016 à Riom, est un joueur français de basket-ball ayant joué au poste d'ailier.

## Biographie
Yves Gominon joue pour l'équipe de France de 1951 à 1968, participant au Championnat du monde de basket-ball masculin 1954 et aux Jeux olympiques d'été de 1956.
Il entraîne l'ABC Nantes dans les années 1950.

## Palmarès
Équipe de France
- 33 sélections entre 1951 et 1968
- Jeux olympiques
  - 4e en 1956 à Melbourne
- Championnat du monde
  - 4e en 1954

## Sources
- Fiche de Yves Gominon sur le site de la Fédération française de basket-ball